# Toyoji Tomita
Toyoji Peter Tomita (* 1951 in Berkeley, Kalifornien; † 17. April 2008) war ein US-amerikanischer Posaunist und Gartenbauer.

## Leben
Tomita studierte Posaune an der Juilliard School und am Curtis Institute of Music, außerdem auch Didgeridoo und zeitgenössisches Posaunenrepertoire bei Stuart Dempster. 1976 gewann er den Ersten Preis für Interpreten Neuer Musik bei der Gaudeamus International Competition in Rotterdam. Bis Ende der 1970er Jahre lebte er in Frankreich und tourte als Solist und Mitglied des Ensemble Musique Vivante unter Leitung von Diego Masson durch Europa. In dieser Zeit arbeitete er mit den Komponisten John Cage, Karlheinz Stockhausen und Vinko Globokar zusammen.
1986 schloss Tomita ein Studium der elektronischen Musik am Mills College mit dem Mastergrad ab und arbeitete dann dort als Musiklehrer. Er war Mitbegründer des Mills College Didjeridu Ensemble und trat mit diesem und Gruppen wie sfSound und Brassiosaurus in der San Francisco Bay Area auf. Weiterhin arbeitete er mit Chris Brown, Terry Riley, Miya Masaoka, Harris Eisenstadt und Larry Ochs.
Neben seiner musikalischen Laufbahn war Tomita Eigentümer und Leiter der T.P.T. Gardener, Inc., eines der ersten nachhaltigen Gartenbauunternehmen, das öffentliche Aufträge wie das Projekt der Stadt Oakland Frank Ogawa Plaza und das Renovierungsprojekt der Alameda County Juvenile Hall erhielt.